# علی نقوی
علی نقوی یا بن محمدبن محمدبن دلدارعلی نقوی نصیرآبادی  (زاده ۱۲۶۰ (قمری) لکهنو - درگذشته ۱۳۱۲ (قمری)، لکهنو) از علمای شیعه هند بود. وی به تاج العلما مشهور و  به زبانهای  فارسی و عربی و سریانی و عبری تسلط داشت.

## کتابشناسی
- ۱- الاثناعشریة فی البشارات المحمدیة
- ۲- احسن القصص فی تفسیر سورة یوسف
- ۳- فصل الخطاب فی شرب الدخان

## منبع‌ها
1. ↑  «علی نقوی». لغتنامه دهخدا.